# Bucéfala
Bucéfala foi uma cidade situada na planície de Taxila e fundada em 326 a.C.. O nome da cidade foi dado por Alexandre, o Grande, em homenagem a Bucéfalo, o cavalo que o acompanhou durante vinte anos.
Alguns pesquisadores creem que esta cidade tenha sido a Taxila histórica.